# Emarcea castanopsidicola
Emarcea castanopsidicola är en svampart som beskrevs av Duong, Jeewon & K.D. Hyde 2004. Emarcea castanopsidicola ingår i släktet Emarcea och familjen kolkärnsvampar.   Inga underarter finns listade i Catalogue of Life.